# Uzbrojenie Skanderbega

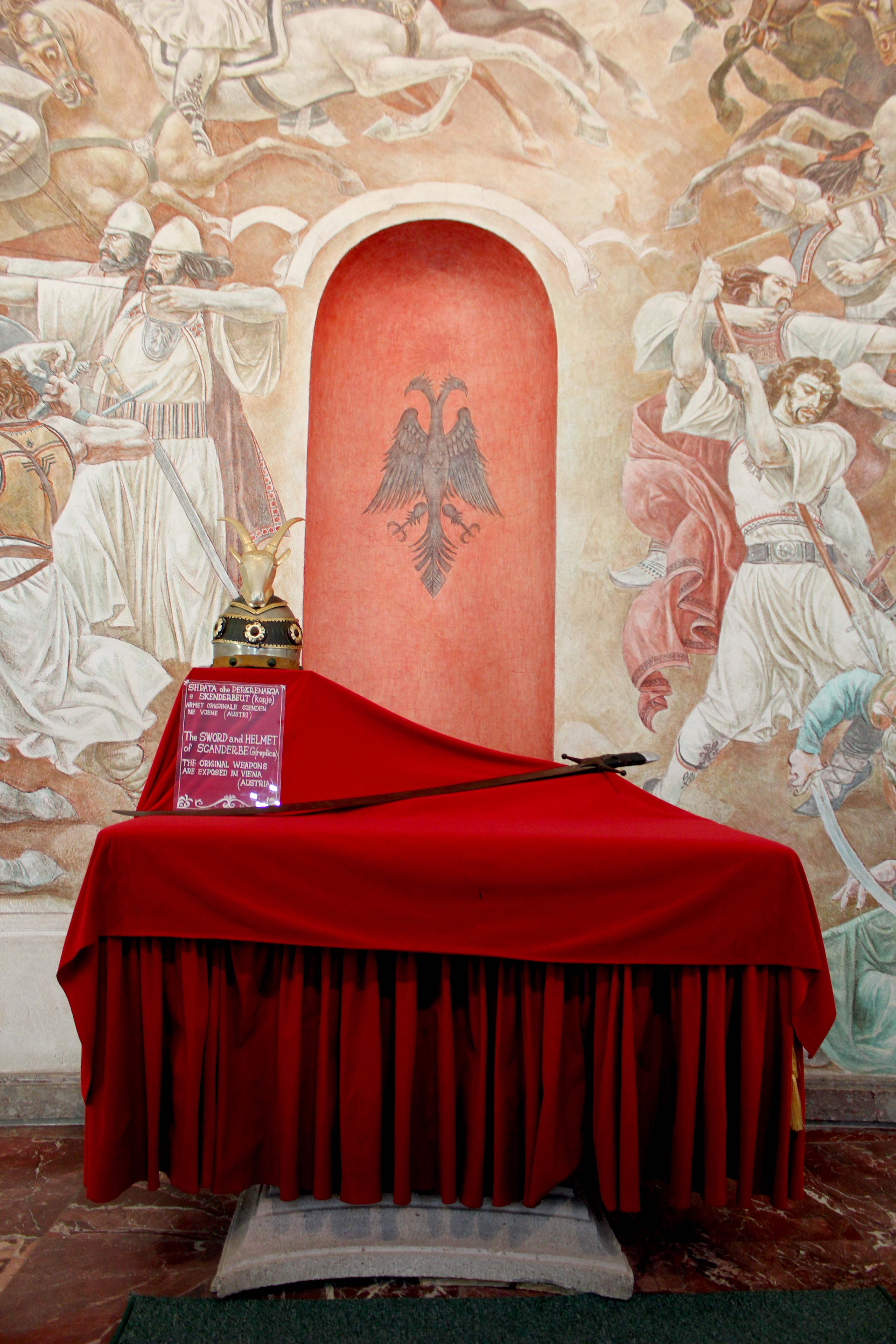
Replika hełmu i miecza w Muzeum Skanderbega w Krui (widoczna tablica informująca o oryginałach znajdujących się w Wiedniu)

Uzbrojenie Skanderbega – zbrojne wyposażenie łączone z postacią Skanderbega – żyjącego w XV wieku albańskiego bohatera narodowego i przywódcy walk niepodległościowych przeciwko Osmanom. 

## Postać Skanderbega
Skanderbeg był początkowo oficerem wojsk osmańskich, jednak zbuntował się i w latach 1443-1467 skutecznie stawiał opór Osmanom, broniąc równocześnie niepodległości Albanii; po jego śmierci opór był kontynuowany przez Lekë Dukagjiniego. Wskutek zbrojnego zrywu Skanderbega Imperium Osmańskie nie było w stanie już nigdy podjąć ekspansji na Półwysep Apeniński. Za powstańczą działalność Skanderbeg otrzymał tytuł bohatera narodowego Albanii.
O jego uzbrojeniu wiadomo, że posiadał hełm i dwa miecze, z czego jeden nie zachował się dotychczas. Hełm i pozostały zachowany miecz wystawione są  w Muzeum Historii Sztuki w Wiedniu. Według niektórych przekazów Skanderbeg miał posiadać nawet trzy miecze.

## Historia
Uzbrojenie w postaci dwóch mieczy oraz hełmu zostało sprowadzone do Italii przez żonę Skanderbega Donikę Kastrioti i jego syna Jana II Kastriotiego; opuścili oni Albanię po śmierci Skanderbega w 1468 roku. Artefakty następnie należały do syna Jana II oraz wnuka Skanderbega, Ferrantego Castriotiego; po jego śmierci w 1561 roku artefakty odziedziczyła jego córka Irene Castriota. Zmuszona była jednak sprzedać te pamiątki rodzinne z powodu wysokiego zadłużenia jej męża, Pietra Antonia Sanseverino.
W 1567 arcyksiążę Ferdynand II Habsburg (prywatnie kolekcjoner zbroi i broni), odziedziczył zamek Ambras. Wraz ze swoim doradcą Jakobem Schrenckiem von Notzingiem pisał listy do potomków nieżyjących już ważnych postaci historycznych (w tym również do potomków Skanderbega); w pismach zawarto prośby o przekazywanie rodzinnych artefaktów, jak broń, odzież i obrazy w celu przechowywania ich w zbrojowni zamku. Pierwsza wzmianka o hełmie i mieczu Skanderbega pojawiła się w liście z 15 października 1578, gdzie udzielono zgody księcia Urbino na przekazanie uzbrojenia arcyksięciu Ferdynandowi.
Uzbrojenie Skanderbega było przechowywane w zamku Ambras do 1806 roku; następnie w latach 1806-1888 znajdowało się w wiedeńskim Belwederze; aktualnie miecz i hełm są wystawione w Muzeum Historii Sztuki w Wiedniu. W 2012 roku uzbrojenie Skanderbega było eksponowane na wystawie historycznej w Tiranie, po raz pierwszy od ponad 430 lat, gdy zabytki te opuściły teren Austrii.

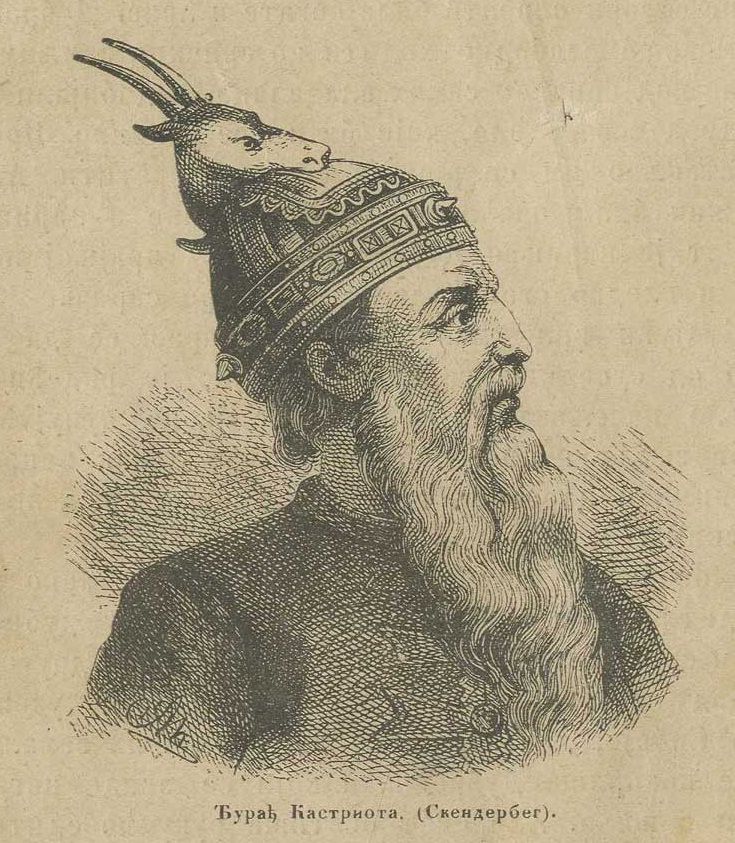
Podobizna Skanderbega w hełmie (rycina Kosty Mandrovicia, 1885)

## Opis uzbrojenia

### Hełm

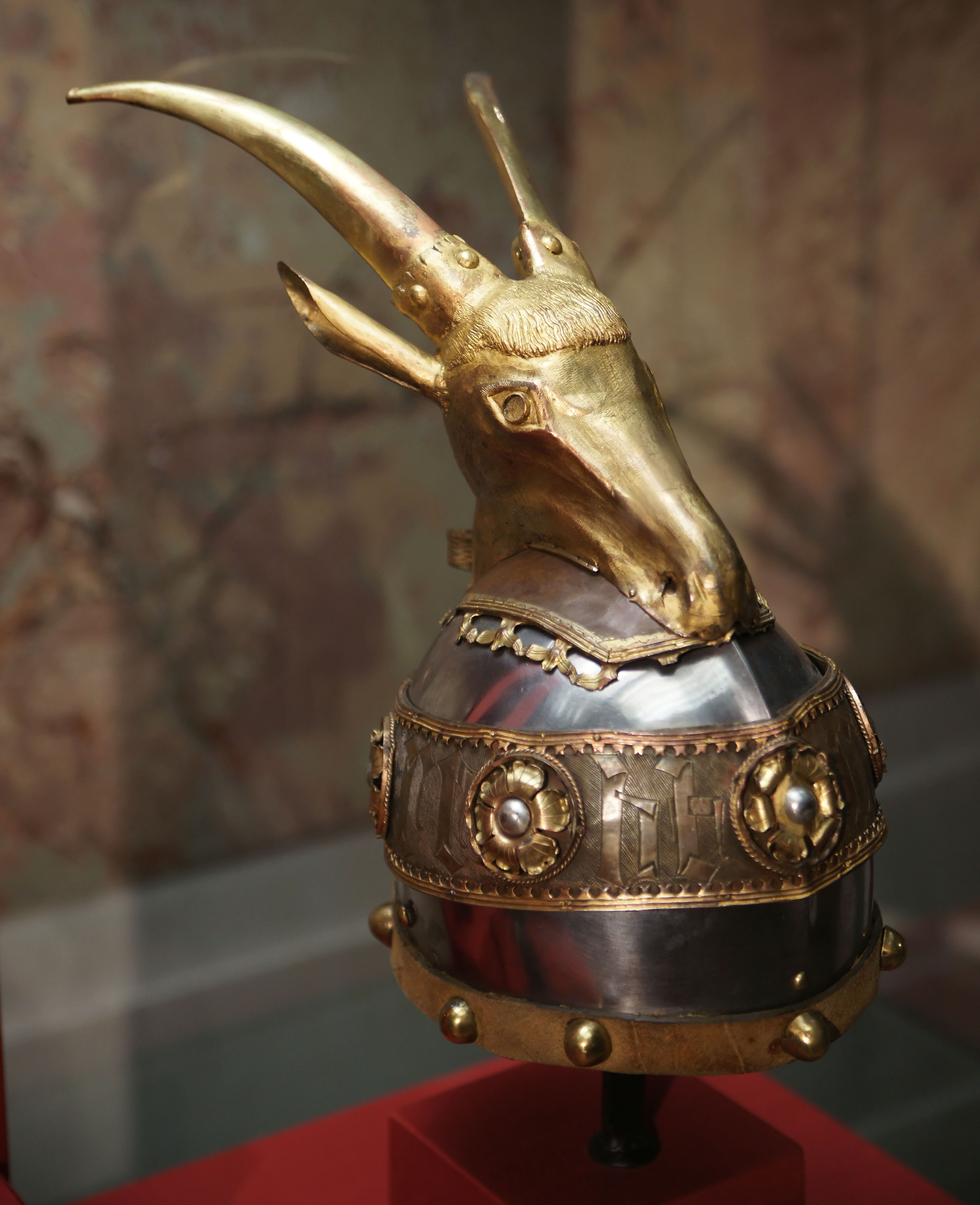
Oryginalny hełm Skanderbega (widok z boku)

Hełm Skanderbega powstał prawdopodobnie w Wenecji w XVI wieku, wykonano go z żelaza. Na jego szczycie znajduje się pozłacana, wykonana z brązu głowa kozła. Waga hełmu wynosi około 3 kg.
Na hełmie znajduje się również miedziany pasek z sześcioma ozdobami w kształcie kwiatów, z czego pięć było odrestaurowane w XVI wieku. Między ozdobami znajdują się wygrawerowane gotyckimi minuskułami litery IN, PE, RA, TO, RE, BT, które symbolizowały tytuły, jakimi Skanderbeg miał się posługiwać. Uważa się jednak, że ten pasek nie jest oryginalny lub został dodany do hełmu już po śmierci Skanderbega; on sam używał jedynie tytułu pana Albanii (alb. Lordit të Shqipërisë, łac. Dominus Albaniae).
Głowa kozła na hełmie Skanderbega jest interpretowana jako symbol władzy starożytnych Ilirów, a jego rogi symbolizują moc greckiego boga Zeusa. Aje 83-102 z 18. sury Koranu nawiązują do postaci dwurożnego Zu-Karnaina, który jest często utożsamiany z Aleksandrem Wielkim, od którego mogła pochodzić nazwa Skanderbega.
Wizerunek hełmu Skanderbega znajduje się na rewersie banknotu o nominale 5000 leków albańskich. Używany jest również przez albańskie instytucje państwowe; jest również symbolem na herbach Albanii oraz miast jak Kruja i Kamëz.

### Miecze

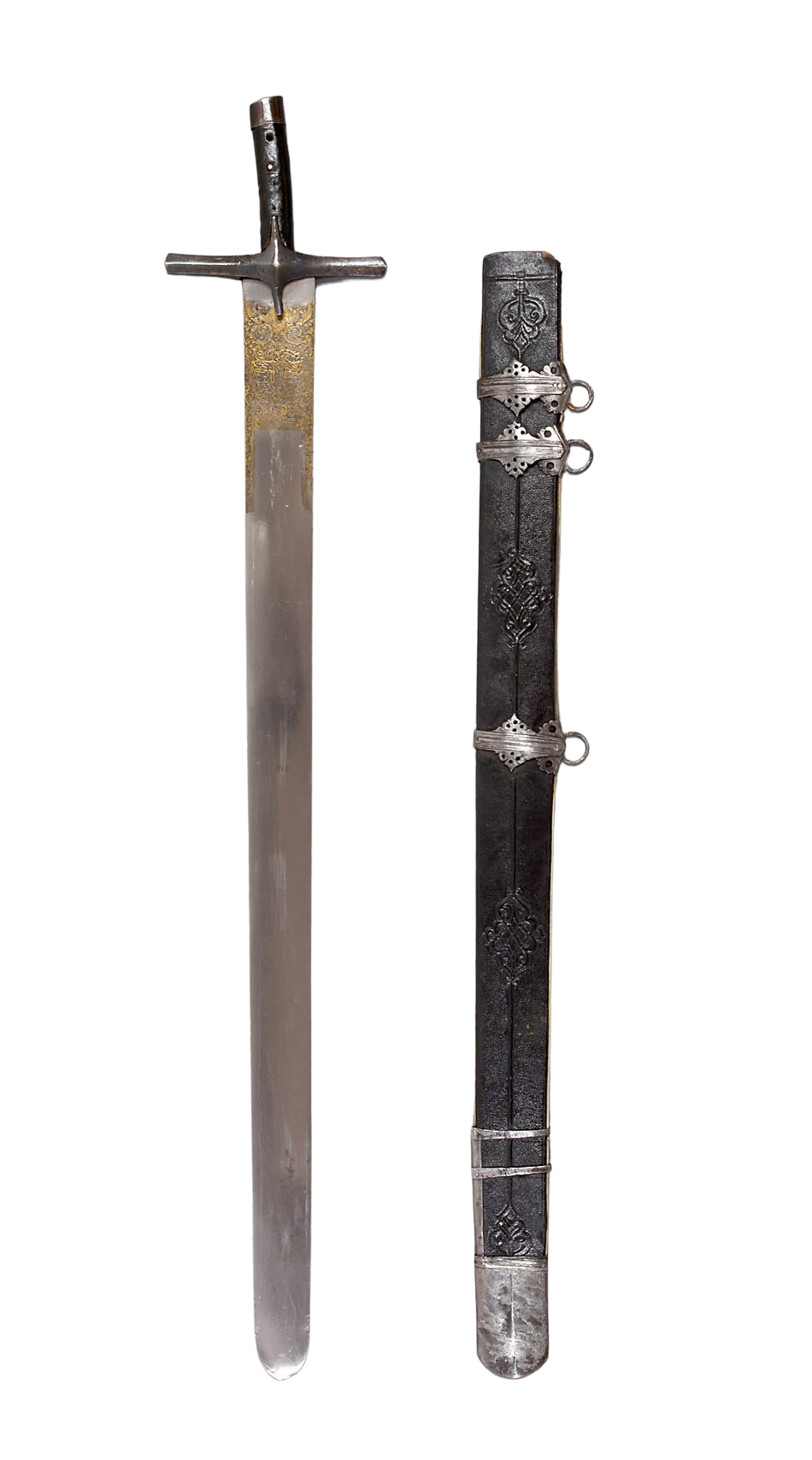
Miecz Skanderbega wraz z pochwą

Znajdujący się w muzeum wiedeńskim miecz został wykuty z żelaza w XV wieku na Bliskim Wschodzie, jednak według innych przekazów, miecz mógł być wykuty na terenie Czech. Długość ostrza ma 88,5 cm długości i 5,7 cm szerokości, jelec jest długi na 17,8 cm. Łącznie waży około 1900 gramów. Pochwa ma długość 90,5 cm i jest wykonana z czarnej skóry; w jej wewnętrznej części znajduje się nazwisko Skanderbega namalowane czerwoną farbą olejną w zbrojowni zamku Ambras.
Drugi miecz Skanderbega prawdopodobnie jest zaginiony. Wiadomo, że w 1593 roku Jakob Schrenck von Notzing zaznaczył, że w zbrojowni zamku Ambras były dwa miecze i hełm należące wcześniej do Skanderbega. Broń miała mieć długość około 121 cm i ważyć ok. 3,2 kg.

## Kontrowersje
Według niektórych historyków, Skanderbeg mógł jednak nie posiadać opisanego uzbrojenia, którego pochodzenie i nawet autentyczność są kwestionowane. Albański historyk Kristo Frashëri zdecydowanie zaprzeczył tej tezie.

## Galeria

### Austria

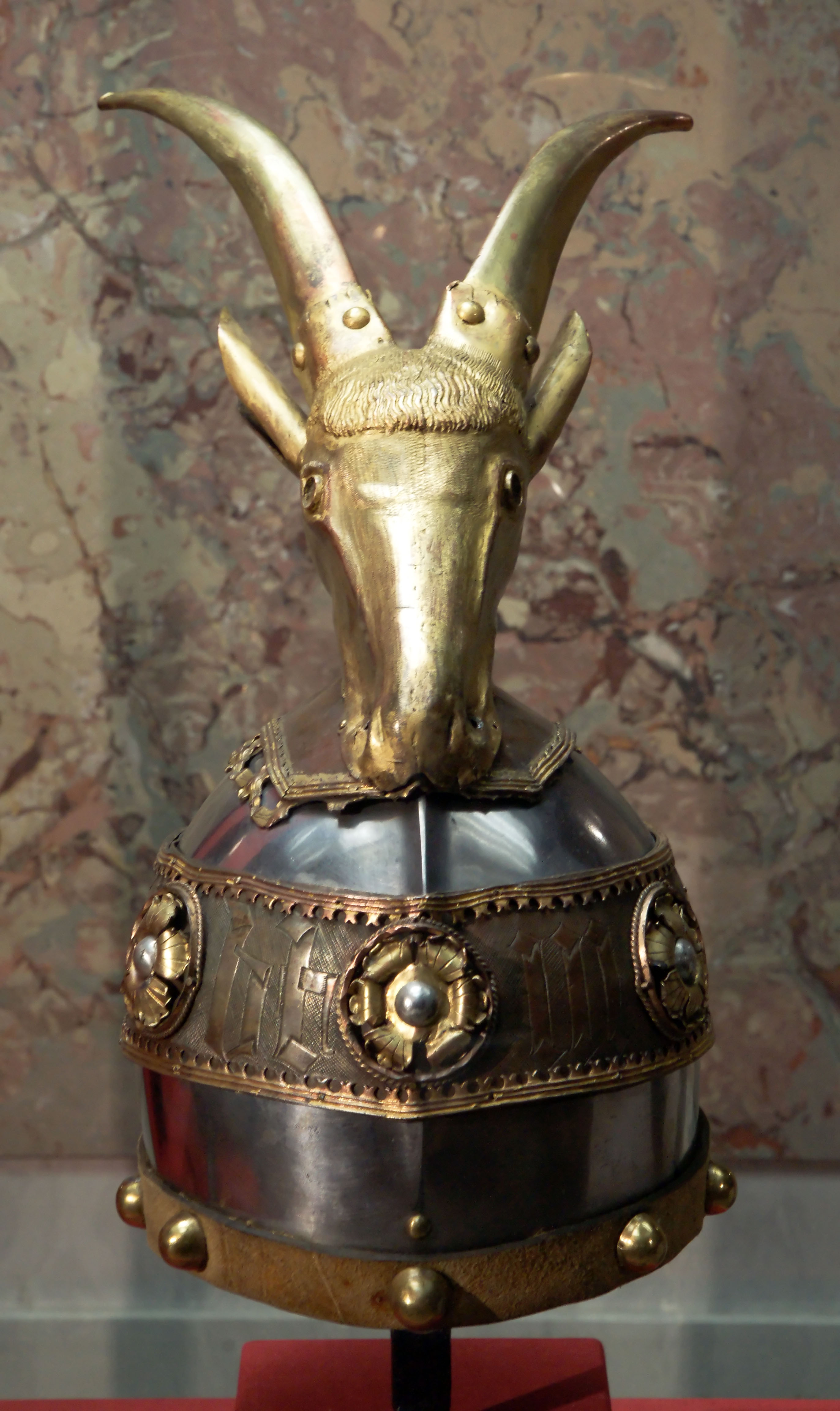
Oryginalny hełm Skanderbega (widok z przodu)
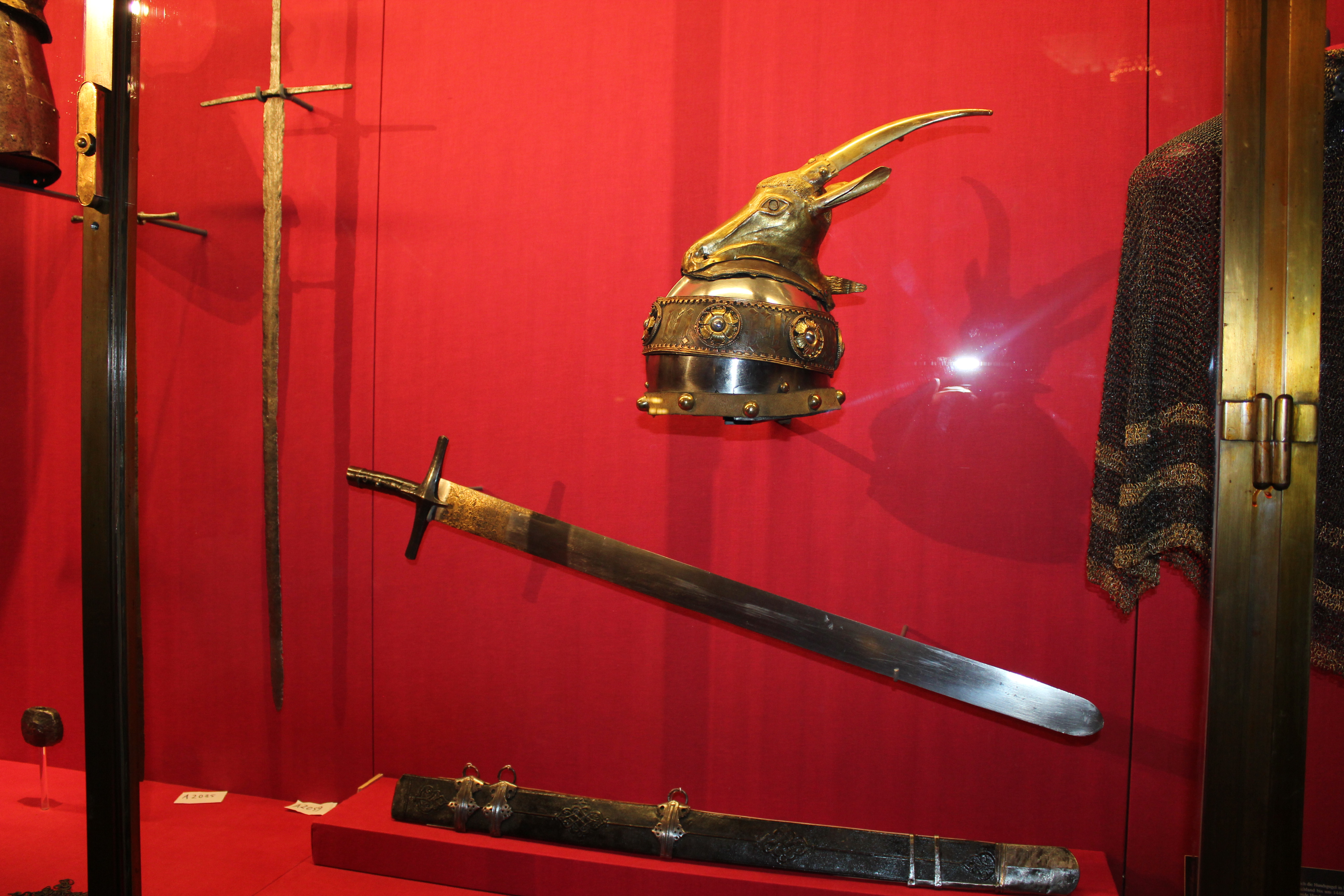
Ekspozycja uzbrojenia Skanderbega w Muzeum Historii Sztuki w Wiedniu
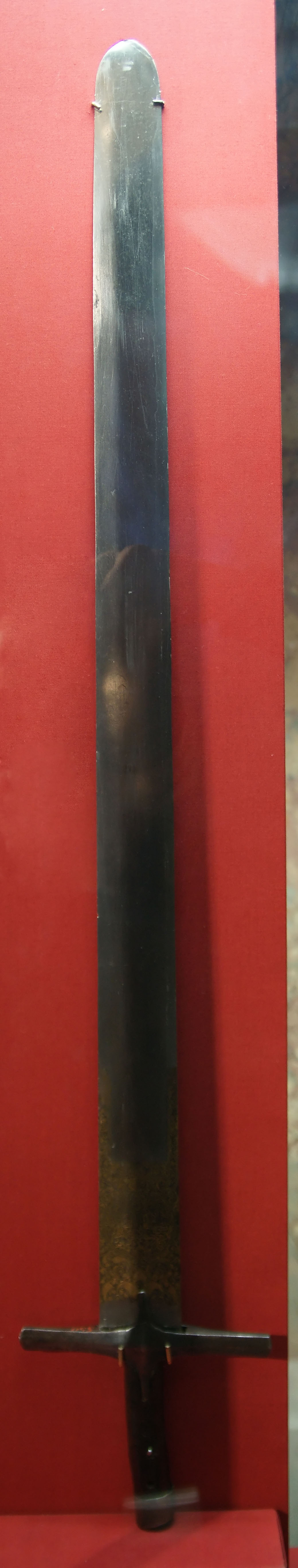
Oryginalny miecz Skanderbega
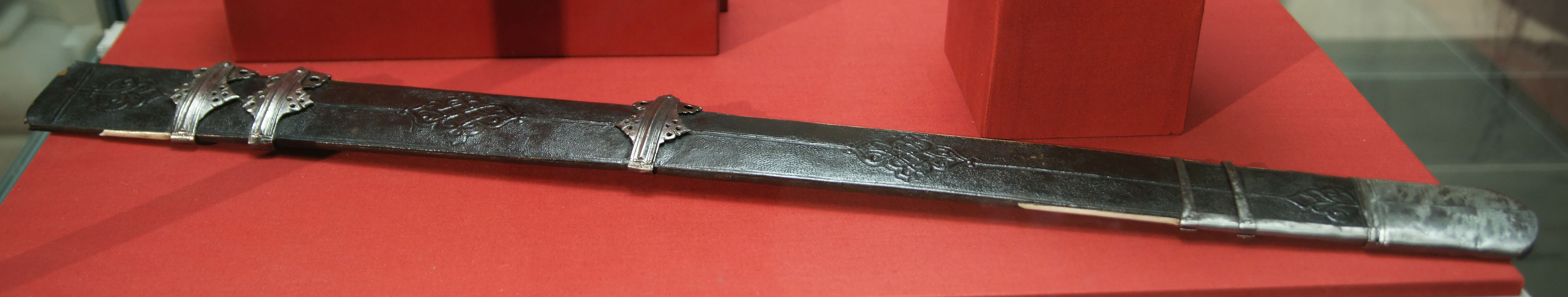
Pochwa do miecza

### Albania

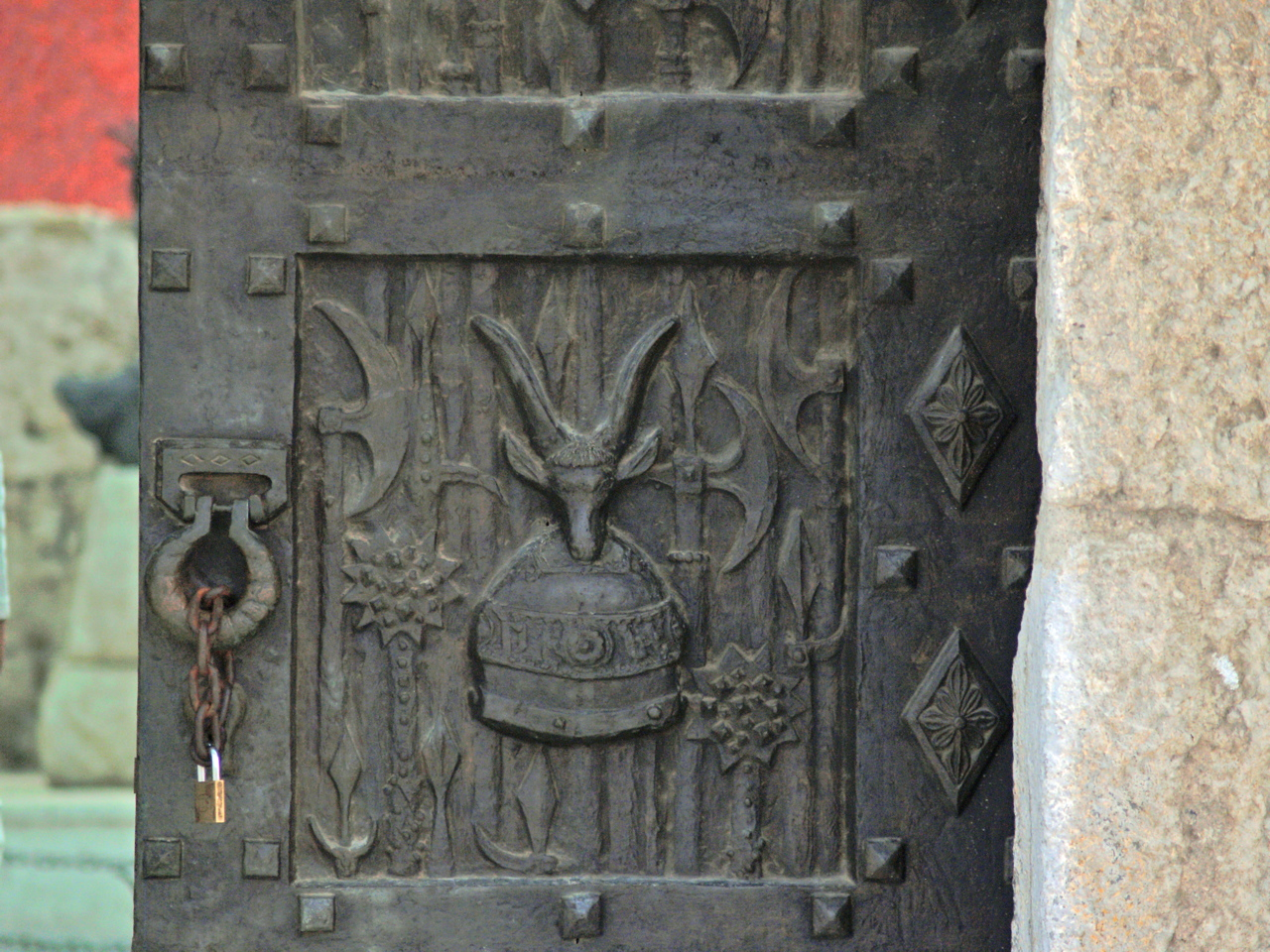
Drzwi z przedstawionym hełmem Skanderbega
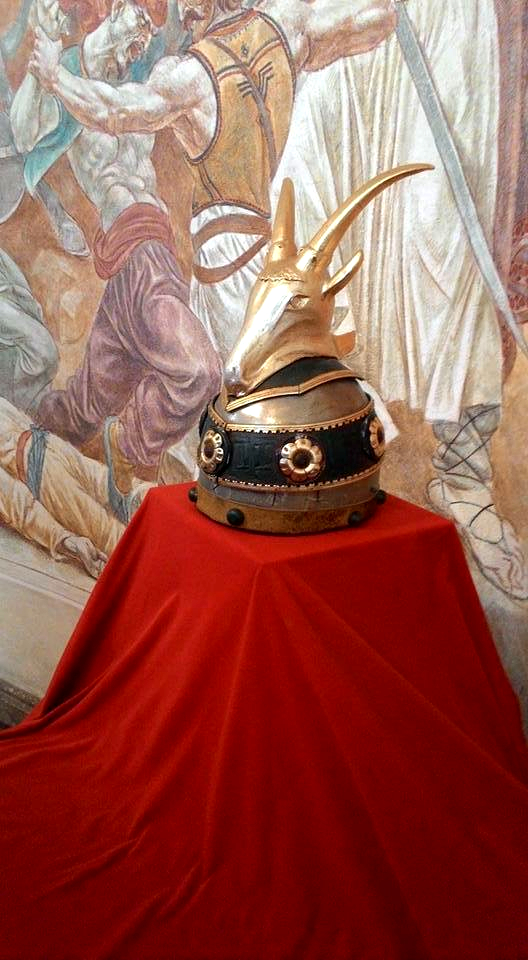
Replika hełmu w Muzeum Skanderbega w Krui
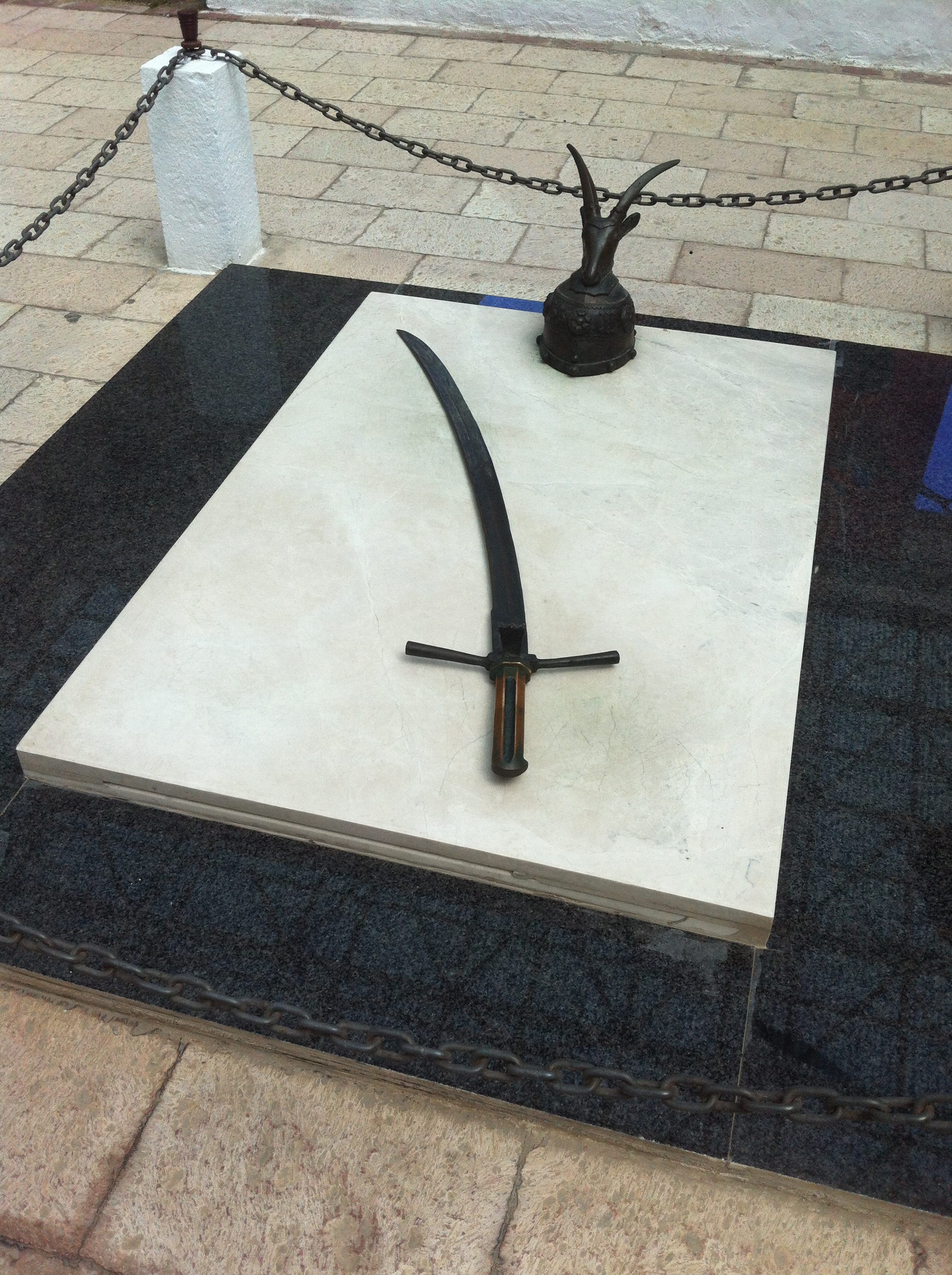
Grobowiec Skanderbega w mauzoleum w Lezhy
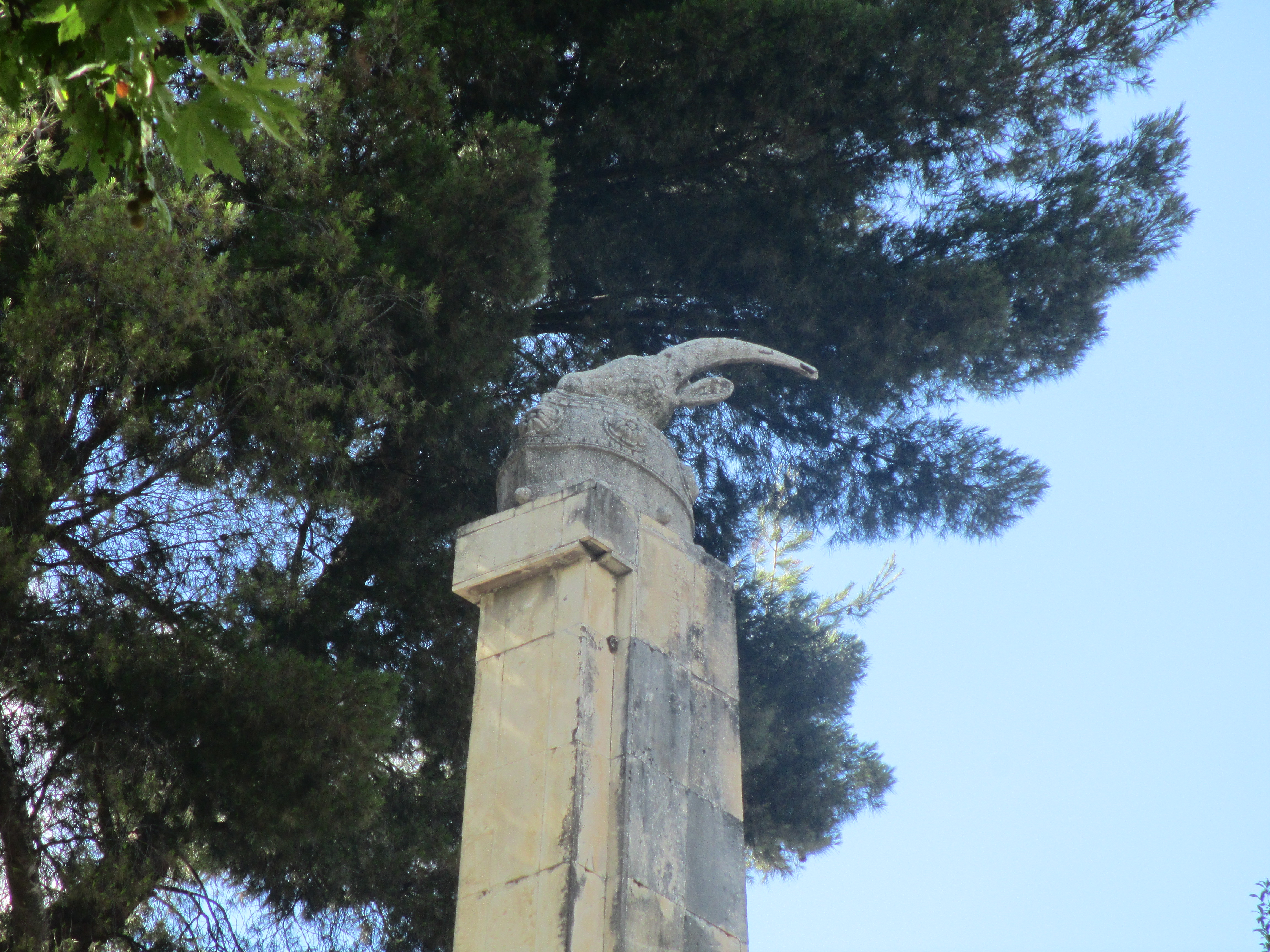
Rzeźba hełmu Skanderbega w Beracie
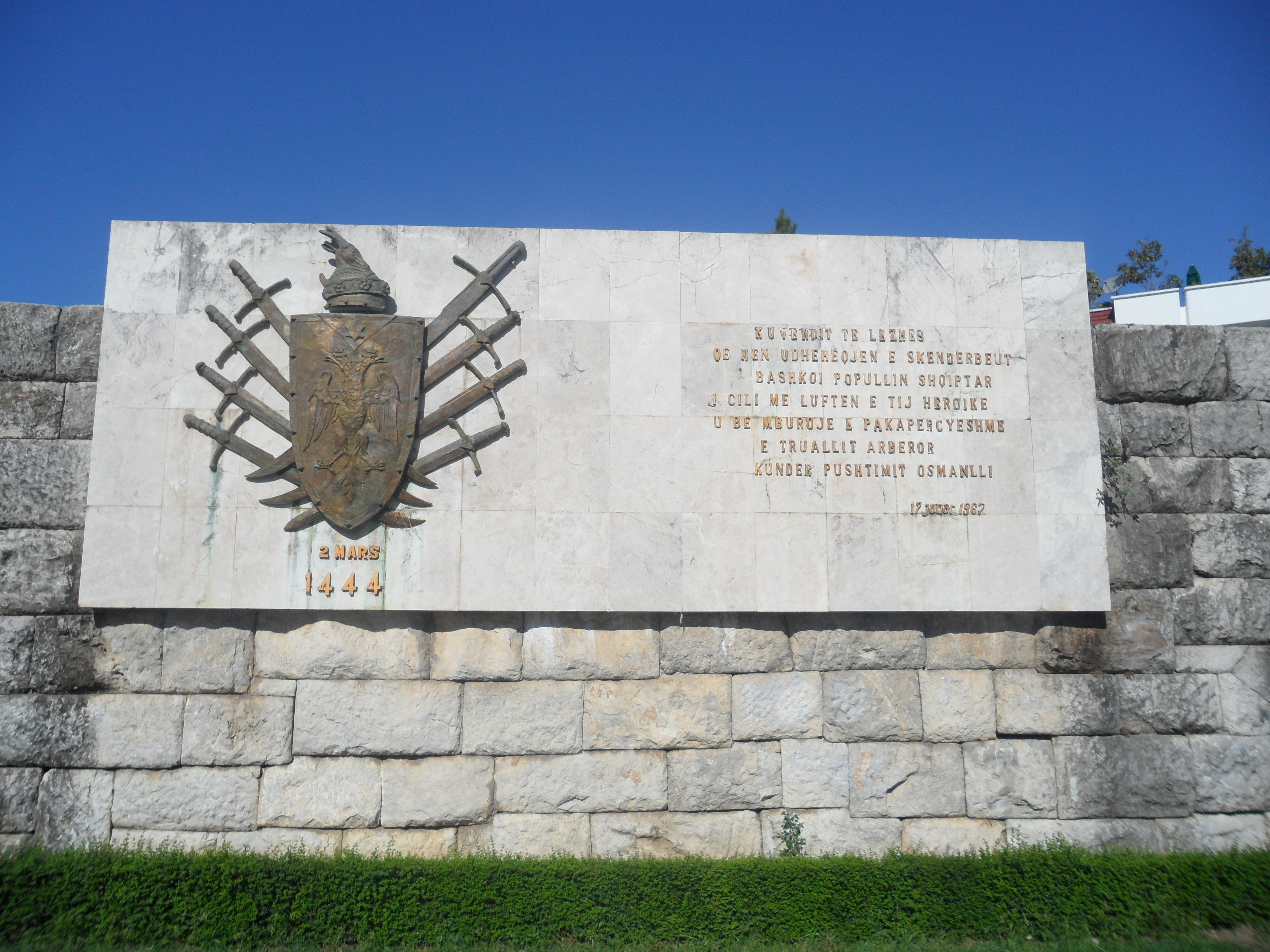
Tablica upamiętniająca zawarcie Ligi w Lezhy